# Thiomonas
Thiomonas es un género de bacterias gramnegativas de la familia Comamonadaceae. Fue descrito en el año 1997. Su etimología hace referencia a unidad de azufre. Se describió a partir de la reclasificación del género Thiobacillus, con el traspaso de Thiobacillus intermedius, Thiobacillus perometabolis y Thiobacillus thermosulfatus al nuevo género de Thiomonas. Consiste en bacterias aerobias y móviles por flagelo polar. Contiene especies mesófilas y otras ligeramente termófilas. Se encuentran en ambientes moderadamente ácidos, entre pH de 3-5. 

## Taxonomía
Actualmente hay 7 especies descritas de este género:
- Thiomonas arsenitoxydans
- Thiomonas bhubaneswarensis
- Thiomonas delicata
- Thiomonas intermedia
- Thiomonas islandica
- Thiomonas perometabolis
- Thiomonas thermosulfata